# 大西洋城 (北卡羅萊納州)
大西洋城（英語：Atlantic）是位於美國北卡羅萊納州加特利縣的普查規定居民點。

## 人口
根據2020年美國人口普查的數據，大西洋城的面積為2.43平方千米，當中陸地面積為2.38平方千米，而水域面積為0.05平方千米。當地共有人口468人，而人口密度為每平方千米192.59人。